# Vinko Golob
Vinko Golob (22. travnja 1921. – Lugano, Švicarska, 1995.), hrvatski nogometaš i državni reprezentativac. Bio je prvi poslijeratni hrvatski nogometaš koji je kao profesionalac otišao igrati u inozemstvo.
Igrao za Slaviju od 1936. do 1940. i poslije za Concordiju iz Zagreba. Nakon gašenja hrvatskih ratnih ligaša zaigrao za zagrebački Dinamo od 1945. godine. Bio je prvi vođa navale. U 38 utakmica postigao je 19 pogodaka, od čega 27 utakmica u ligi sa šesnaest pogodaka. Zamijenio je Wölfla dok je bio ozlijeđen. Nije bio tipični napadač, nego se uvijek povlačio i napadao je iz pozadine. Igrao ulogu spojke, graditelja igre i bio je dobar tehničar.
Od 1947. godine igrao u inozemstvu. Igrao za praški Boheminans, francuski Toulouse i u Švicarskoj u Luganu u kojem je okončao karijeru. Igrao u Italiji za Veneziju (1949. – 50.) i Vigevano (1950. – 52.).
S Concordijom igrao završnicu hrvatskog kupa 1940./41., osvojio hrvatski državni razred 1942. S Dinamom jednom osvojio prvenstvo Zagreba.
Nastupao za izabranu momčad Hrvatske na prvom prvenstvu Jugoslavije 1945. godine. Odigrao jednu utakmicu za državnu reprezentaciju protiv Albanije 1948. godine.